# 波頭亮
波頭 亮（はとう りょう、1957年12月8日 - ）は、日本の経営コンサルタント、経済評論家。ソシオエコノミスト、経営コンサルティング会社社長。

## 略歴・人物
愛媛県今治市生まれ。愛媛県立今治西高等学校を経て、1980年東京大学経済学部を卒業。都市銀行に就職するも、1ヶ月で退職。その後はアルバイトを転々とするフリーター生活を送る。
アルバイトで訪れたマッキンゼー・アンド・カンパニー日本支社に興味を持ち、1982年にインターンとして入社。1988年独立し、経営コンサルティング会社（株）XEEDを設立した。
理事長に鳩山由紀夫を有する一般財団法人東アジア共同体研究所に理事に就任。　　　　

## 著書
- 『新幸福論 国富から個福へ』メディアファクトリー, 1991.
- 『新行動論 個福社会の可能性』メディアファクトリー, 1992.8
- 『経済透視鏡 世の中あまたからくりの解き明かし』ティビーエス・ブリタニカ, 1993.3
- 『ネオ・クライテリア 日本企業再生へのシナリオ』ダイヤモンド社, 1993.4
- 『最後の巨大市場・中国 人治国家のメカニズムとビジネスの鍵』PHP研究所, 1994.12
- 『ポスト終身雇用 ホワイトカラーを活かす新人事戦略』PHP研究所, 1994.6
- 『戦略策定概論 企業戦略立案の理論と実際』産能大学出版部, 1995.11
- 『30代からの幸福の経済学 「わがまま」で豊かな生き方』PHP研究所, 1999.12
- 『組織設計概論 戦略的組織制度の理論と実際』産能大学出版部, 1999.8
- 『若者のリアル』日本実業出版社, 2003.4
- 『思考・論理・分析 「正しく考え、正しく分かること」の理論と実践』産業能率大学出版部, 2004.7
- 『プロフェッショナル原論』ちくま新書 2006.11
- 『就活の法則 適職探しと会社選びの10ヵ条』講談社biz) 2007.12
- 『リーダーシップ構造論 リーダーシップ発現のしくみと開発施策の体系』産業能率大学出版部, 2008.3
- 『成熟日本への進路 「成長論」から「分配論」へ』ちくま新書 2010.6
- 『経営戦略論入門 経営学の誕生から新・日本型経営まで』(PHPビジネス新書 2013.5
- 『経営戦略概論 戦略理論の潮流と体系』産業能率大学出版部, 2016.3
- 『AIとBIはいかに人間を変えるのか (NewsPicks Book) 幻冬舎, 2018.2
- 『論理的思考のコアスキル』(ちくま新書 2019.4
- 『文学部の逆襲 人文知が紡ぎ出す人類の「大きな物語」』(ちくま新書, 2021/10

### 共著
- 『日本人の精神と資本主義の倫理』茂木健一郎共著. 幻冬舎新書 2007.9
- 『知識人の裏切り どこまで続く、平成日本の漂流』西部邁共著 (ちくま文庫 2010.3
- 『プロフェッショナルコンサルティング』冨山和彦共著. 東洋経済新報社, 2011.6
- 『突き抜ける人材』茂木健一郎共著 (PHPビジネス新書 2012.2

## ネット番組
- 情熱報道ライブ「ニューズ・オプエド®」（2014年11月21日  NOBORDER NEWS TOKYO）月１レギュラー